# 4,4'-二甲基阿米雷司
4,4'-二甲基阿米雷司（缩写4,4'-DMAR），分子式C11H14N2O，是一种兴奋剂和狡詐家藥物，与阿米雷司、4-甲基阿米雷司一样带有噁唑啉基团，2012年12月首次在荷兰出现。